# 拳兒
拳兒（けんじ）是由松田隆智原作，藤原芳秀作畫的日本漫畫作品。1988年2‧3號開始刊載於週刊少年Sunday，至1992年5號結束，單行本全20卷，另有一卷外傳。

## 概要
本作以主角剛拳兒的生長為中心，描述中國武學、武術哲學與其它的格鬥技，並詳實地描繪各種武術的架式與分解動作，也介紹了以李書文為首的史實人物。
本作品在武術的描寫上極為真實，招式沒有誇張的破壞效果，而是和實際上的八極拳相去不遠。

## 情節大綱
在雙親家庭長大下的小學生剛拳兒，跟著祖父俠太郎學習八極拳。一日、祖父到中國尋訪抗日戰爭時的故友，五年來音訊全無。
在那之後，升上中學的拳兒因為與不良少年譚東尼的糾紛而休學，他便隻身前往台灣、香港並抵達中國，尋找他的祖父。

## 角色

### 主要角色
剛 拳兒（ごう けんじ）
本作主角，有強烈的正義感，受到祖父的影響、具有當代年輕人少見的特質，重視仁義禮智信。除了八極拳以外，也學了螳螂拳、八卦掌等各種中國武術。
剛 俠太郎（ごう きょうたろう）
拳兒的祖父，同時也是傳授他八極拳基礎的師父，有著俠義之心，暗勁的功夫很高。
譚東尼（トニー・譚）
越南出身的華僑，率領著愚連隊、使用洪家拳和流星錘，是拳兒的宿敵。

### 日本
市村 太一（いちむら たいち）
拳兒的朋友，體型肥胖、因此經常遭霸凌。
風間 晶（かざま あきら）
和拳兒同年紀的少女，是的屋關東大和屋一家的千金，在小學時、神社舉行緣日的廟會活動中與拳兒相遇，並對他抱有好感。國中時加入了暴走族，之後成為摩托車賽車手。
張 仁忠（ちょう じんちゅう）
在橫濱中華街經營中華料理店的中國人，八極拳高手。助拳兒渡海到台灣。角色原型是張世忠。

### 台灣
劉 月侠（りゅう げつきょう）
李書文最後的弟子，中華民國總統府侍衛隊的武術教練，出身於中國滄州。角色原型是李書文的關門弟子劉雲樵。
蘇 崑崙（そ こんろん）
在台北開設國術館，並教導學生螳螂拳，身材很矮小。角色原型是蘇昱彰。

### 香港
閻 大旺（えん だいおう）
香港九龍的地方大老，擅長使用暗器，通稱閻大王。
閻 勇花（えん ゆうか）
閻大旺的姪女，外號十三妹，擅長使用羅漢錢和劍術。
波比（ボビー）
九龍人，閻大旺的手下，李小龍的影迷，夢想成為武打明星。

### 中國
尹 東侠 / 道戒（いん とんきょう / どうかい）
俠太郎的恩人‧尹春樹的孫子，外號大牛。本來為了替父親報仇而學習八極拳，但後來入了嵩山少林寺之後打消了這個念頭。
張 猛炎（ちょう もうえん）
人稱張狠子，性格暴戾。擅使太極拳化勁, 因為拳兒闖入他的修行地，而將拳兒打成重傷。
悟空（ごくう）
強盜集團「夜叉王」的首領，原本是少林寺的子弟，因為在文化大革命時殺了紅衛兵，所以歸隱山林。
夜叉五
悟空的弟子,強盜集團「夜叉王」的八大金剛之一, 習得了心意把和鐵布衫兩大絕技。
李 書文（り しょぶん）
清末民初時期的史實人物，河北省滄州人，李氏八極拳之祖，在本作中多次出現，詳見李書文。
呂 瑞法（りょ ずいほう）
河南省心意六合拳長老。角色原型是呂瑞芳。